# Ернан Перес де Кесада
Ернан Перес де Кесада (ісп. Hernán Pérez de Quesada; бл. 1500—1544) — іспанський конкістадор. Був членом першої європейської експедиції до узбережжя колумбійських Анд і другою особою в командуванні після свого старшого брата Гонсало Хіменеса.
Експедиція конкістадорів, що тривала багато років і супроводжувалась численними смертями, проходила через сучасні колумбійські департаменти Маґдалена, Сесар, Сантандер, Бояка, Кундінамарка й Уїла (1536—1539), а далі — без Ернана — департаментами Мета, Какета й Путумайо[⇨], а також північними Перу й Еквадором (1540—1542).
Ернан де Кесада захопив місто Сутатауса та брав участь у завоюванні різних тубільних народів, таких як чіміла, муїски, панче, лаче, тунебо, сутаґао тощо. Під його командуванням був захоплений та публічно страчений останній правитель муїсків Акімінсаке[⇨]. Після повернення зі своєї експедиції на південь до Кіто, де він возз’єднався зі своїм молодшим братом Франсіско, разом вони повернулись до Боготи. Там Ернан був заарештований та засуджений новим губернатором Боготи до ув’язнення за вбивство правителів муїсків. 1544 року його було звільнено, після чого Ернан і Франсіско вирушили морем до Іспанії. Біля мису Вела в Карибському морі в їхній корабель влучила блискавка, в результаті чого обидва брати загинули[⇨].

## Біографія

### Ранні роки
Ернан Перес де Кесада народився близько 1500 року в андалусійському місті Гранада. Його батьки були католиками, але походили з маранів (сефардських євреїв). Його старший (Гонсало) і молодший (Франсіско) брати також були конкістадорами. 1535 року брати Гонсало, Ернан і Франсіско відплили з Іспанії, вже на початку наступного року прибувши до Санта-Марти, першого міста, заснованого на території сучасної Колумбії конкістадором Родріго де Бастідасом 1525 року.

### Завоювання в Колумбії

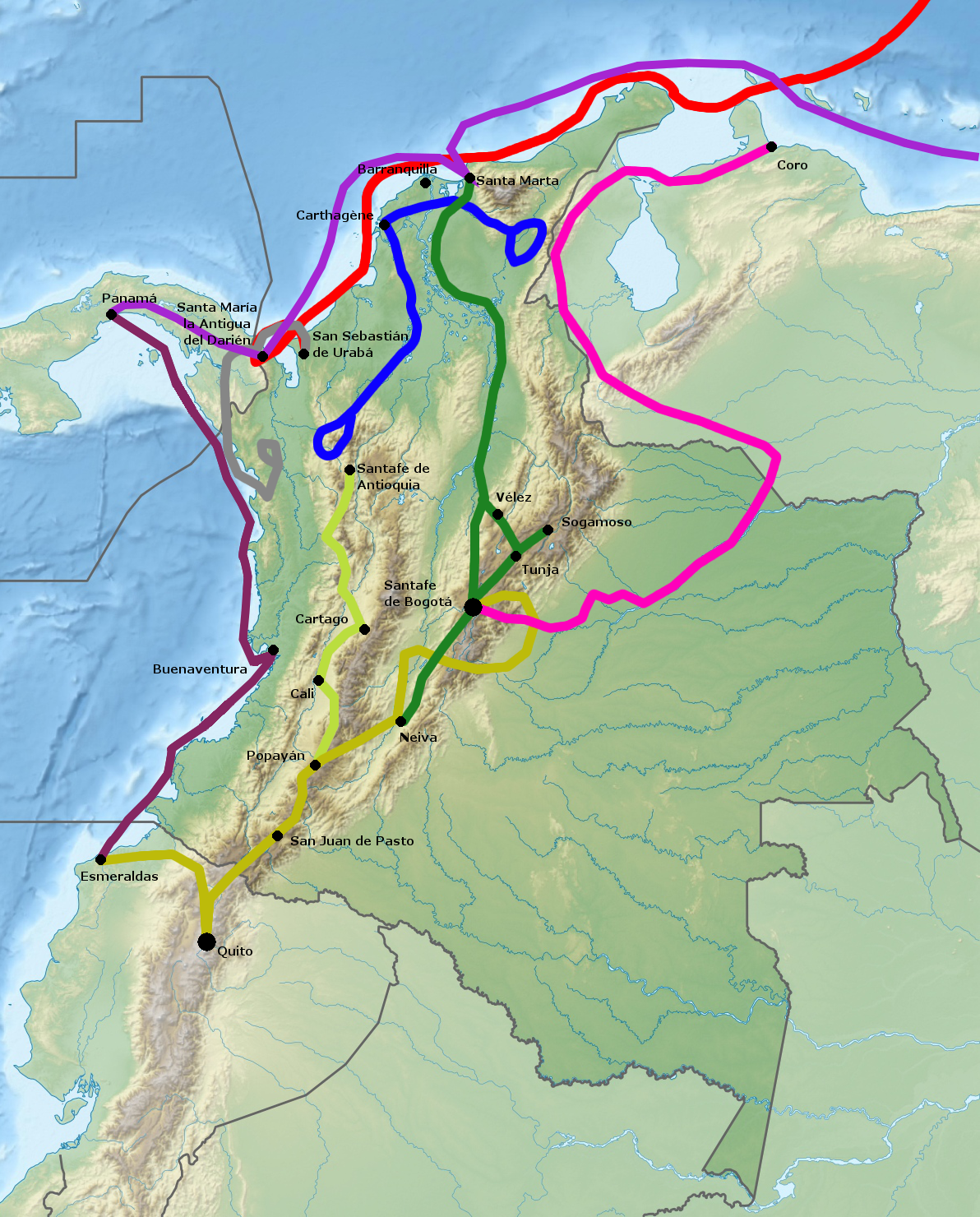
Мапа розвідувальних експедицій в Колумбії. Маршрут, яким спочатку рухались брати Кесада позначено зеленим

Першими тубільцями, яких підкорили іспанці, були тайрона, що мешкали в околицях Санта-Марити, а нині проживають на схилах Сьєрра-Невада-де-Санта-Марта та в національному парку Тайрона. 6 квітня 1536 року, в пошуках міфічного «Золотого міста» (Ельдорадо), Гонсало Хіменес де Кесада організував дві групи конкістадорів, які вирушили вглиб колумбійських Анд. Армія з понад 700 солдатів і 80 коней на чолі з братами де Кесада вирушила сушею, а понад 200 чоловіків у човнах вирушили від Сієнаги вверх течією Магдалени в пошуках її витоків. Першими на шляху сухопутних сил трапились поселення народу чиміла, що були відразу завойовані. Подальше просування військ на південь ускладнилось через те, що значну частину провіанту було втрачено під час переправи через річку Аріґуані.
Далі війська просувались через поселення Тамаламеке, Барранкабермеха та Чіпата. Там іспанці вперше спробували чичу, ферментований алкогольний напій муїсків. У Чіпаті місцеві жителі надали конкістадорам бавовняний одяг. Далі експедиція вирушила до Чіа, де солдати провели страсний тиждень. Після того де Кесада спрямував своїх людей до Фунси, столиці місцевого правителя. Незважаючи на те, що іспанська армія скоротилась до 170 осіб, сотні місцевих воїнів не змогли їх здолати. Тим часом Тіскесусе надіслав повідомлення старшинам конфедерації Муїска з інформацією про прибуття світлошкірих людей зі значним озброєнням. Однак муїски не наважились здійснити напад на конкістадорів. Фунца була завойована 20 квітня 1537 року. З понад 900 солдатів, які вирушили з Санта-Марти за рік до того, пережити ту сувору експедицію змогли тільки 162.
Того ж дня, 24 червня 1537 року, як Гонсало заснував Тенсу, Ернан заснував місто Сутатауса.
Перше завоювання Ернана Переса де Кесади:
| Назва     | Департамент  | Дата           | Джерело | Карта |
| --------- | ------------ | -------------- | ------- | ----- |
| Сутатауса | Кундінамарка | 24 червня 1537 | [ 9 ]   |       |

На початку 1538 року виснажені солдати почали вимагати обіцяну винагороду. Де Кесада був змушений розділити трофеї на всіх своїх людей: піхотинці отримали по 520 одиниць золота, вершники — вдвічі більше, капітани — по 2080 одиниць, генерали — по 3640, додаткову винагороду отримали найвідданіші воїни. Гонсало де Кесада був невдоволений просуванням на сході іншої групи конкістадорів на чолі з Ніколаусом Федерманом, що прибула до Венесуели й рухалась через долину Оріноко. Інший загін завойовників на чолі з Себастьян де Белалькасар, наближався з півдня, рухаючись від Кіто. Тоді Гонсало відрядив свого брата назустріч південній групі, що якраз долала Нейву. Наприкінці 1538 року Ернан наказав обезголовити Акімінсаке, останнього правителя муїсків.

### Заснування Боготи
За півтора року після захоплення конкістадорами Тіскуесуси було засновано сучасну столицю Колумбії — місто Богота. Незважаючи на те, що деякі історики називають датою заснування міста 27 квітня 1539 року, зазвичай лік історії Боготи ведуть від 6 серпня 1538 року. Поселення почалось із будівництва 12 очеретяних будинків, що мали символізувати дванадцятьох апостолів, а також очеретяної церкви. Місто отримало назву Санта-Фе-де-Богота, сполучення назв іспанського міста Санта-Фе та назви мовою чибча південної столиці муїсків Баката, що означало «ділянка за межами фермерських полів». Нова країна, що стала частиною Іспанської імперії, отримала назву Нове Королівство Гранада, на честь місця народження братів де Кесада в Андалусії.

### На чолі нового державного утворення
Троє керівників експедицій конкістадорів, Гонсало де Кесада, Ніколаус Федерман і Себастьян де Белалькасар, зустрілись у Босі (нині — район Боготи) й вирішили пливти до Іспанії, щоб отримати від корони компенсацію за завоювання на її користь. Гонсало призначив Ернана тимчасовим губернатором Нового королівства, а також обрав першого мера й раду столиці. Більшість солдат Федермана й Белалькасара вирішили залишитись у новій столиці, підсиливши війська де Кесади.
У своїх пошуках Ельдорадо Ернан Перес де Кесада дослідив території сучасних департаментів Толіма й Уїла. Він був лише одним із багатьох шукачів «золотого міста». Після руйнування та розграбування Храму Сонця в Согамосо у вересні 1537 року Ернан лише зміцнився в своїй думці, що в тій місцевості місцеві жителі ховають величезні скарби, тож він продовжив пошуки. Він вирушив із Согамосо правим берегом річки Чикамоча, пройшов землями народу лаче та ввійшов до Херіко, що тоді мало назву Чева. Його люди почали відбирати їжу в місцевих жителів, які були змушені тікати до Чити.
1541 року Гонсало Суарес Рендон, один з воєначальників експедиції Ернана де Кесади, заснував місто Тунха (колишнє поселення муїсків Унса). Наприкінці того ж року Ернан вирушив на північ, перетнувши територію сучасного колумбійського департаменту Норте-де-Сантандер, пройшовши поселення Панкуеба, Ґуакамаяс, Ель-Кокуй і Читу, досягнув Чінакоти, втім невдовзі був змушений поверутись.
Того ж року Ернан Перес де Кесада організував південну експедицію, першим з європейців сягнувши територій сучасних південно-східних департаментів Какета й Путумайо.
Друге завоювання Ернана Переса де Кесади:
| Назва                | Департамент      | Дата          | Джерело       | Мапа |
| -------------------- | ---------------- | ------------- | ------------- | ---- |
| Мотавіта             | Бояка            | 1540          |               |      |
| Сасаїма              | Кундінамарка     | 1540          | [ 17 ]        |      |
| Бітуїма              | Кундінамарка     | 1540          | [ 18 ]        |      |
| Німаїма              | Кундінамарка     | 1540          | [ 19 ]        |      |
| Сатівасур            | Бояка            | 1540          | [ 20 ]        |      |
| Херіко               | Бояка            | 1540          | [ 21 ]        |      |
| Ґуакамаяс            | Бояка            | 1540          | [ 22 ]        |      |
| Чіскас               | Бояка            | 1540          | [ 23 ]        |      |
| Чита                 | Бояка            | 1540          | [ 22 ]        |      |
| Панкуеба             | Бояка            | 1540          | [ 22 ]        |      |
| Ґюйкан               | Бояка            | 1540          | [ 24 ]        |      |
| Ель-Кокуй            | Бояка            | 1540          | [ 22 ] [ 25 ] |      |
| Паска                | Кундінамарка     | вересень 1540 | [ 26 ]        |      |
| Невадо дель Сампас   | Кундінамарка     | 1540          |               |      |
| Сан-Мартін           | Мета             | 1540          | [ 27 ]        |      |
| Флоренсія            | Какета           | 1540          | [ 28 ]        |      |
| Сан-Хосе-дель-Фраґуа | Какета           | 1540          | [ 26 ]        |      |
| Мокоа                | Путумайо         | 1540-41       | [ 26 ]        |      |
| Сібундой             | Путумайо         | 1541          | [ 26 ]        |      |
| Попаян               | Каука            | 1541          | [ 26 ]        |      |
| Калі                 | Вальє-дель-Каука | 1541          | [ 29 ]        |      |
| Кіто                 | Еквадор          | 1542          |               |      |

### Останні роки

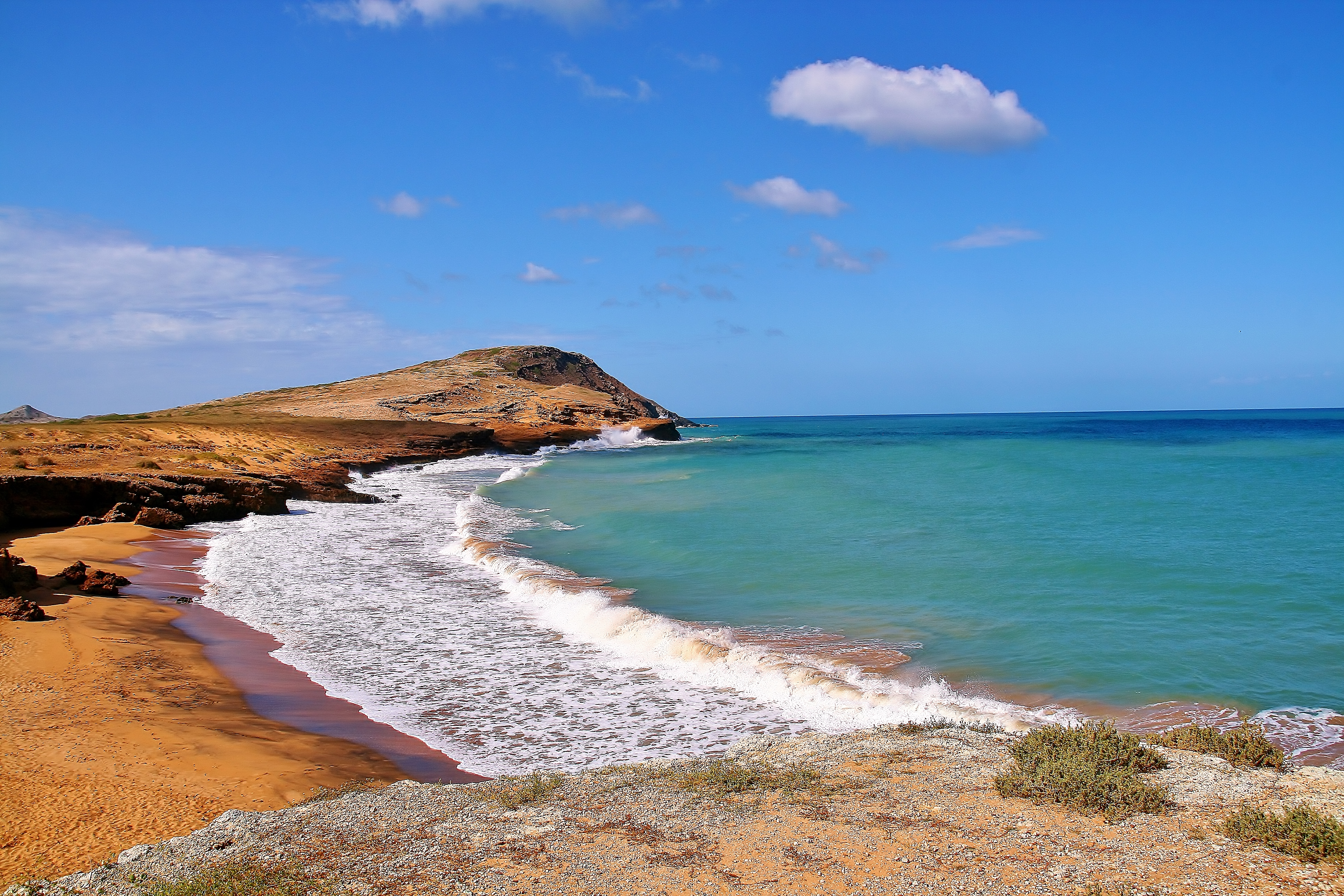
Мис Вела на північно-східному краю Колумбійської пустелі Гвахіра

Пізніше на чолі загону в 500 вояків де Кесада дійшов до Перу, але так і не знайшов омріяного Ельдорадо. 1542 року він дістався королівства Кіто, де й зустрів свого молодшого брата Франсіско. Разом вони повернулись до Боготи, де Ернана заарештував та ув'язнив новий губернатор, Алонсо Луїс Фернандес де Луго, звинувативши його розправах над правителями муїсків. 1544 року, звільнившись, Ернан разом із Франсіско морем вирушили назад до Іспанії. Втім біля мису Вела в Карибському морі сталась катастрофа: під час шторму в корабель, на якому плили брати, влучила блискавка. Ернан і Франсіско загинули, декілька інших конкістадорів, які теж повертались додому, зазнали поранень.